# Cerdanyola del Vallès (kommun)
Cerdanyola del Vallès är en kommun i Spanien.   Den ligger i provinsen Província de Barcelona och regionen Katalonien, i den östra delen av landet, 500 km öster om huvudstaden Madrid. Antalet invånare är 57 892. Arean är 31 kvadratkilometer. Cerdanyola del Vallès gränsar till Barcelona, Montcada i Reixac, Ripollet, Barberà del Vallès, Badia del Vallès, Sabadell, Sant Quirze del Vallès och Sant Cugat del Vallès. 
Terrängen i Cerdanyola del Vallès är platt åt nordväst, men åt sydost är den kuperad.
Cerdanyola del Vallès delas in i:
- Bellaterra